# 雨ヶ岳
雨ヶ岳（あまがたけ）は、山梨県南巨摩郡身延町 と静岡県富士宮市にまたがる天子山地の標高1,771.6 mの山。本栖湖の南西岸に接し、東側の静岡県側の山域は富士箱根伊豆国立公園の特別地域の指定を受けている。

## 概要
山名は、山頂に雲がかかっていることが多いことや、雨乞い信仰に由来するなどの諸説がある。東山麓には富士山や寄生火山の溶岩が押し寄せて、その上に火山灰のローム層が積もっている。フォッサマグナの南部に属する最も古い地層（古関川層）であり、山体はその上に載った火山 とされる。山頂には三等三角点（点名「雨ケ岳」、標高1,771.55）が設置されている。山頂部はササに覆われている。

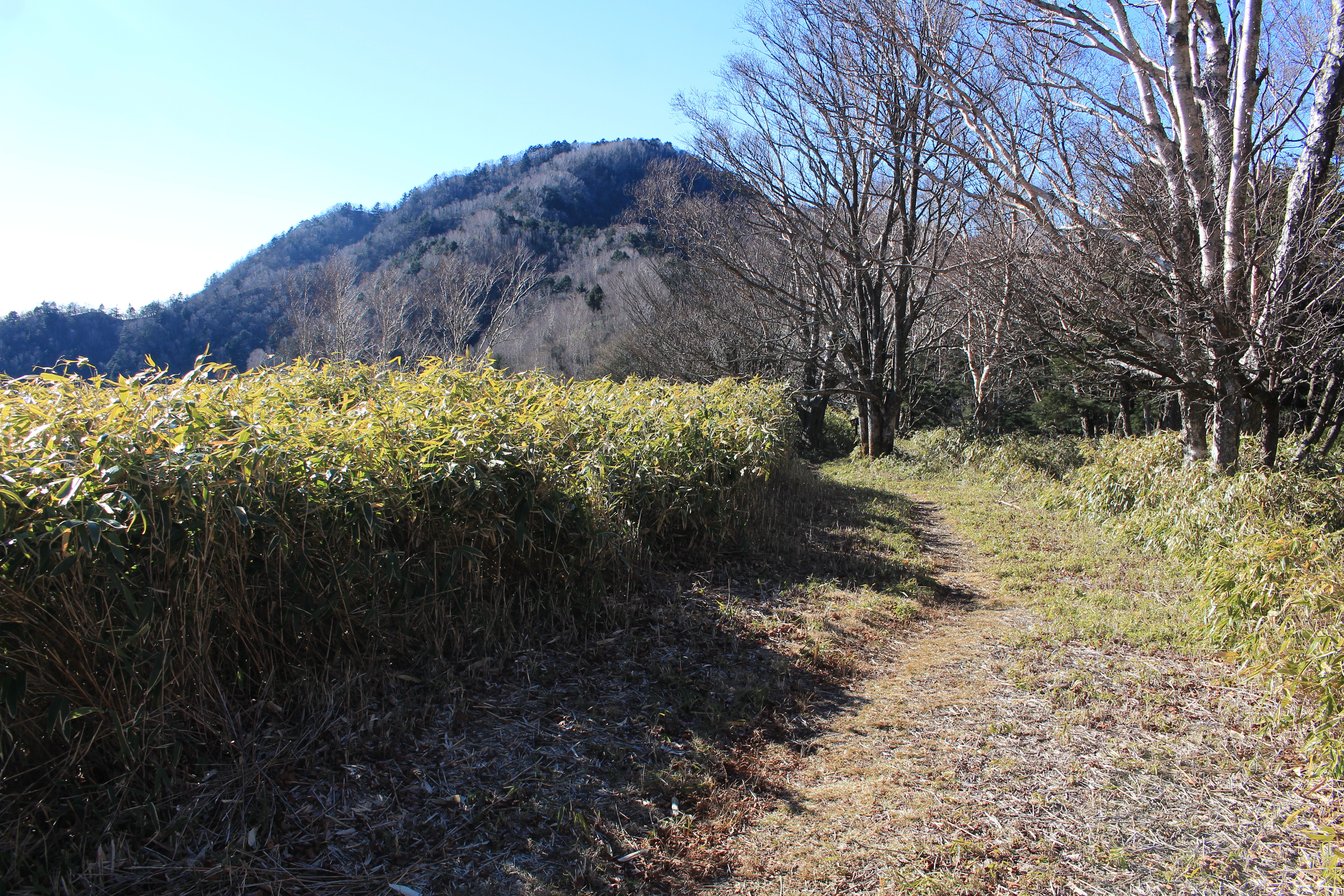
ササに覆われている山頂部

## 登山

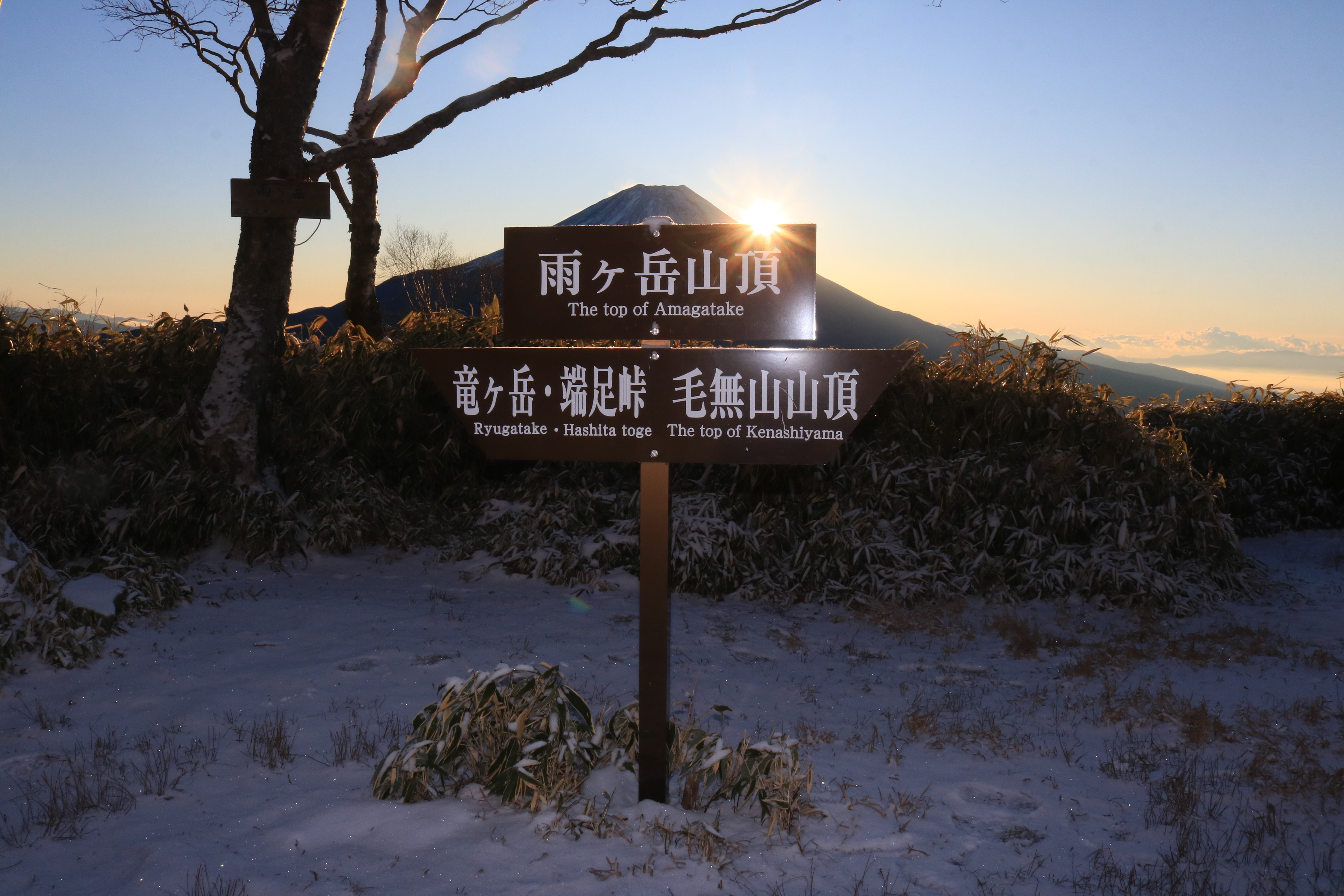
山頂からは富士山が望める

山頂から富士山が見渡せる山で、登山の対象となる山である。主な登山道を以下に示す。
根原バス停からのコース
根原バス停（富士急山梨バス、国道139号沿い） - A沢貯水池 - 東海自然歩道 - 端足峠 - 雨ヶ岳
端足峠入口からのコース
本栖キャンプ場 - 端足峠入口（本栖湖畔） - 端足峠 - 雨ヶ岳
毛無山からのコース
毛無山の各々の登山口 - 毛無山 - 大見岳 - 高デッキ - 雨ヶ岳

## 地理
富士山の西に隣接する山梨県と静岡県との県境である天子山地の主稜線の北部にある。山頂から北側に延びる尾根が本栖湖の西側にあり、御坂山地に繋がる。西側には富士川を挟んで、赤石山脈がある。

### 周辺の山
周辺の主な山を下表に示す。山頂の南東2.9 kmに天子山地の最高峰である毛無山がある。山頂の南南西1.2 kmにあるピーク（標高1,921 m）は、「高デッキ」と呼ばれている。
| 山容                                                                     | 山名   | 標高(m)  | 三角点等級 基準点名 | 雨ヶ岳からの 方角と距離(km) | 備考                                     |
| ------------------------------------------------------------------------ | ------ | -------- | ------------------- | --------------------------- | ---------------------------------------- |
| 富士山麓の山梨県富士河口湖町富士ヶ嶺から望む竜ヶ岳（2015年12月17日撮影） | 竜ヶ岳 | 1,485    |                     | 東北東 2.7                  | 山梨百名山                               |
| 山麓の東海自然歩道から望む雨ヶ岳（2015年12月5日撮影）                    | 雨ヶ岳 | 1,771.55 | 三等 「雨ケ岳」     | 0                           |                                          |
| 富士山から望む雲海に浮かぶ毛無山（2018年7月3日撮影）                     | 毛無山 | 1,964    |                     | 南西 2.9                    | 天子山地の最高峰 日本二百名山 山梨百名山 |
| 雨ヶ岳から望む富士山（2015年12月5日撮影）                                | 富士山 | 3776.12  | 二等 「富士山」     | 東南東 17.3                 | 日本の最高峰 日本百名山 山梨百名山       |

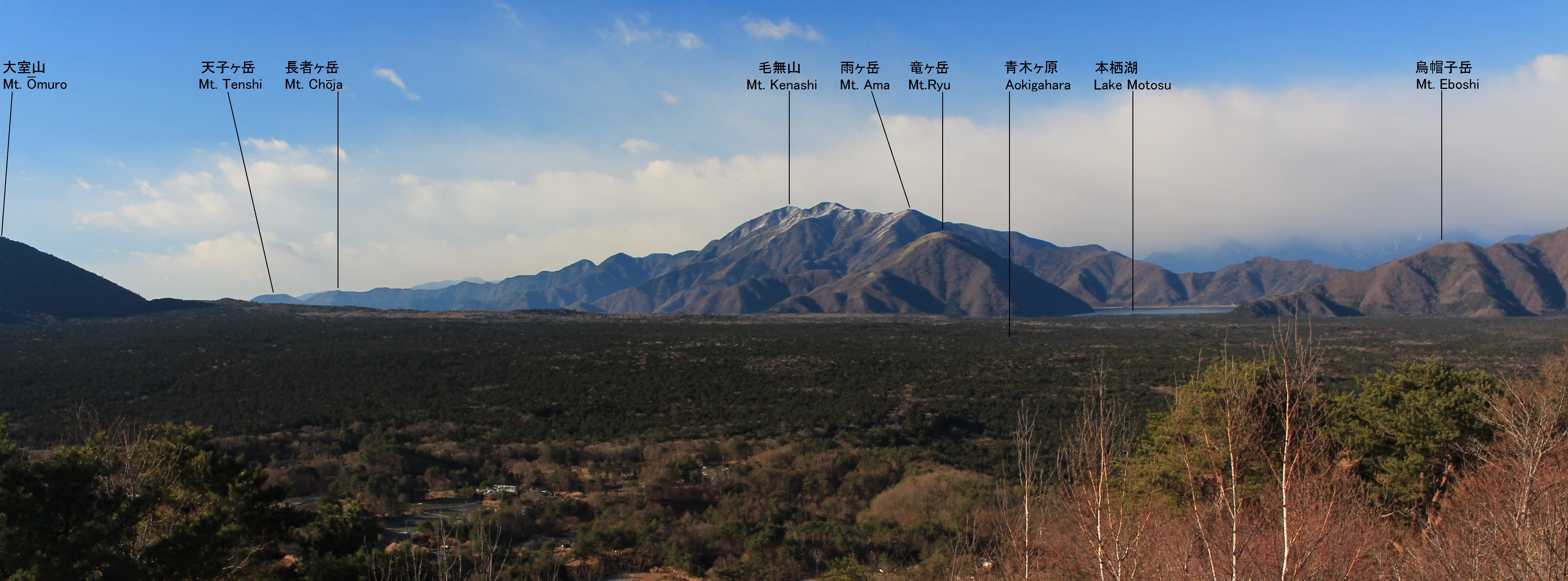
足和田山の紅葉台から望む天子山地（左から天子ヶ岳、長者ヶ岳、毛無山、雨ヶ岳、竜ヶ岳）、本栖湖と御坂山地の烏帽子岳、手前に青木ヶ原、左端に大室山（富士山の側火山）

### 周辺の峠
周辺の主な峠を以下に示す。

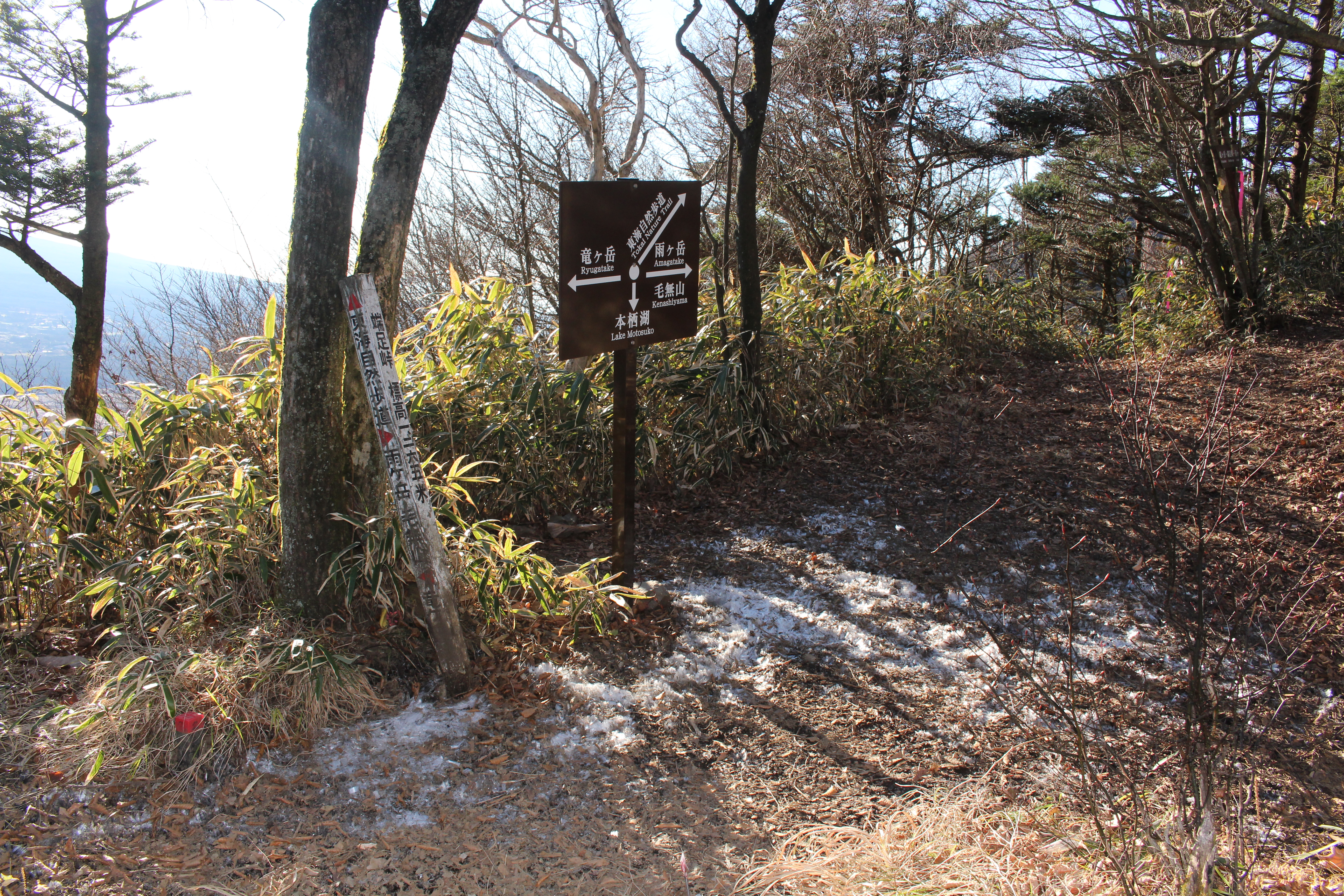
竜ヶ岳との鞍部の端足峠（標高約1,260 m）

- 端足峠（はしたどうげ） - 竜ヶ岳との鞍部、標高1,278 m[10]、山頂の東北東1.6 kmに位置する。
- 佛峠[10] - 山頂から北側へと延びる稜線上の鞍部、標高約1,120 m、山頂の北2.8 kmに位置する。

### 源流の河川
北側の河川は本栖湖へ注ぐ。西ノ沢は栃代川、常葉川、下部川と合流して富士川に注ぐ。東の河川は、富士山の火山灰や溶岩の下に浸透し伏流水となり、芝川に注ぎ、太平洋側の駿河湾へ流れる。山頂の東2.0 kmに1970年（昭和45年）に完成したA沢貯水池があり、朝霧高原での生活用水の水瓶となっている。

### 交通・アクセス

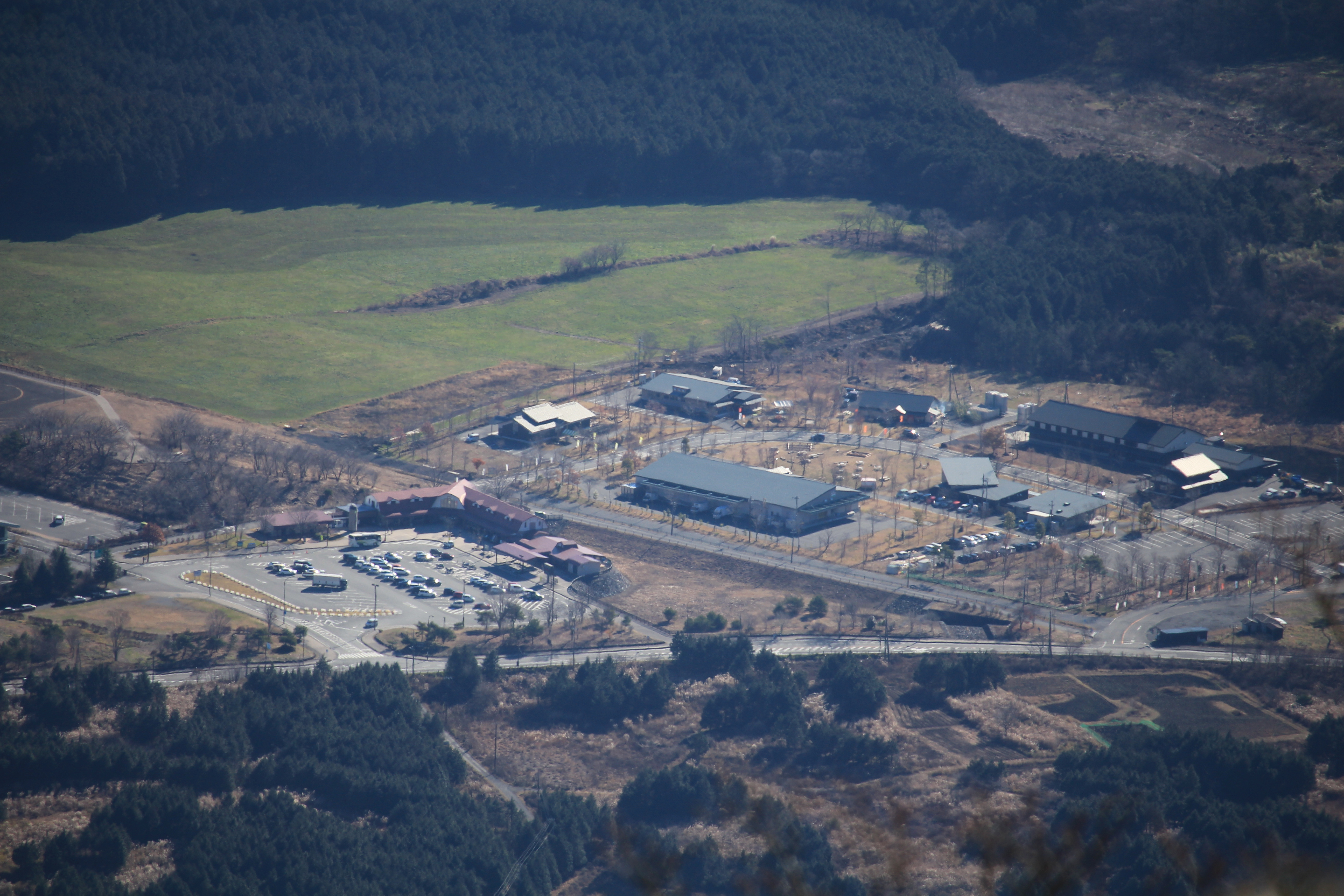
雨ヶ岳から望む東山麓の国道139号沿いにある道の駅朝霧高原

南東山麓に国道139号が通り、北北東山麓の本栖湖畔に山梨県道709号本栖湖畔線が通り北西山麓に山梨県道412号栃代常葉線が通りその終点に山神社がある。南東山麓に東海自然歩道が通る。
- 富士急バスの路線バス（西湖民宿・本栖湖・下部温泉郷・新富士駅方面）の「根原」バス停の西3 kmに位置する[2][11]。
- 東海旅客鉄道（JR東海）身延線下部温泉駅の東8 kmに位置し[3]、富士急行富士山駅の西南西20 kmに位置する[2]。
- 中部横断自動車道の六郷インターチェンジの南東11 km、中央自動車道富士吉田線の河口湖インターチェンジの西南西20 km、新東名高速道路の新富士インターチェンジの北北西28 kmに位置する[2]。

### 周辺の主な施設
山麓や周辺の主な施設を以下に示す。
- 本栖湖畔のキャンプ場
- 旧富士宮市立井之頭小学校根原分校[6]（2002年3月に休校）
- 富士山ワイナリー
- 道の駅朝霧高原
- アサギリ高原パラグライダースクール

## 雨ヶ岳からの眺望
山頂の南西側のピークの高デッキ付近からは南アルプスを望むことができる。 ウィキメディア・コモンズには、雨ヶ岳から眺望に関するカテゴリがあります。

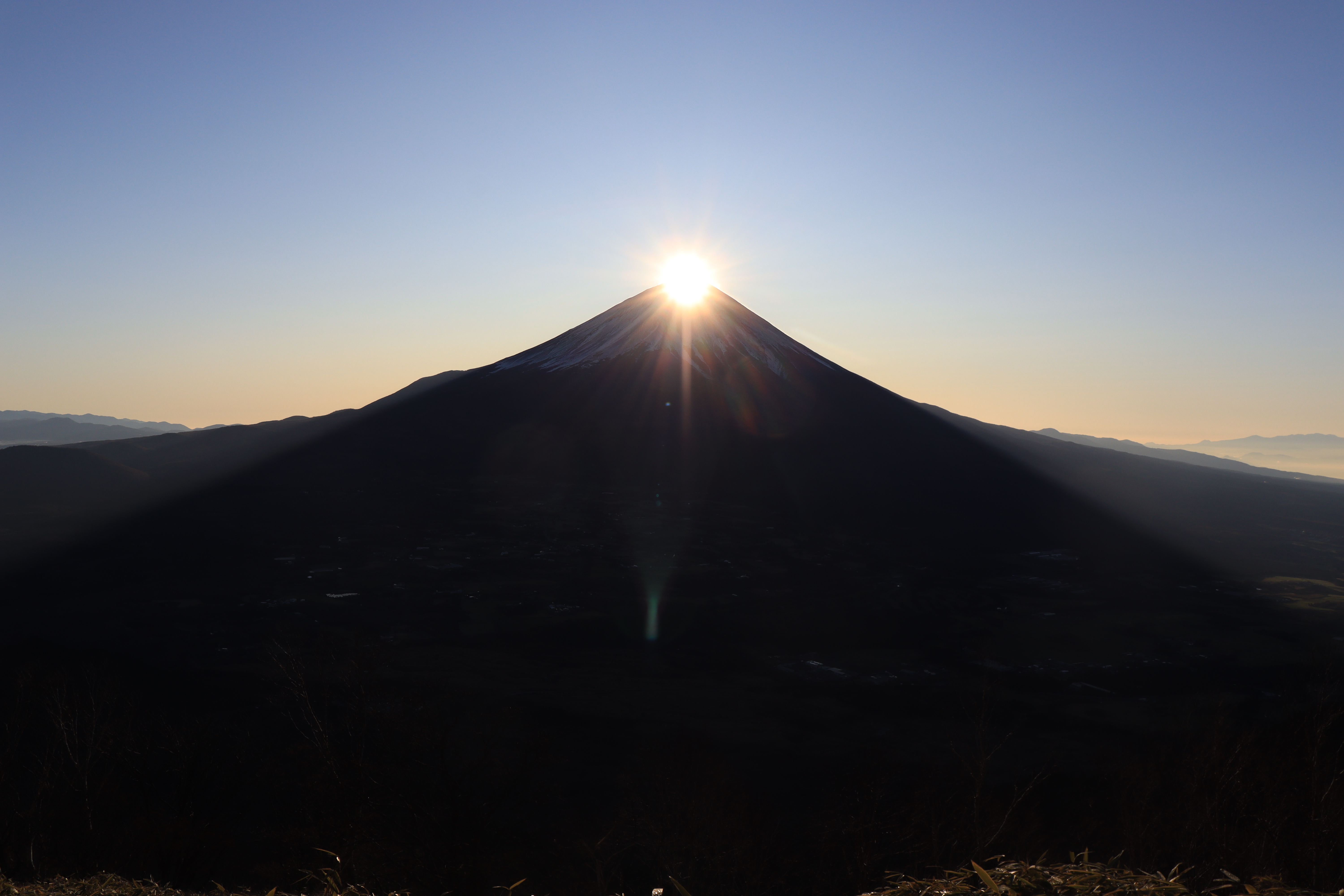
雨ヶ岳山頂から望むダイヤモンド富士
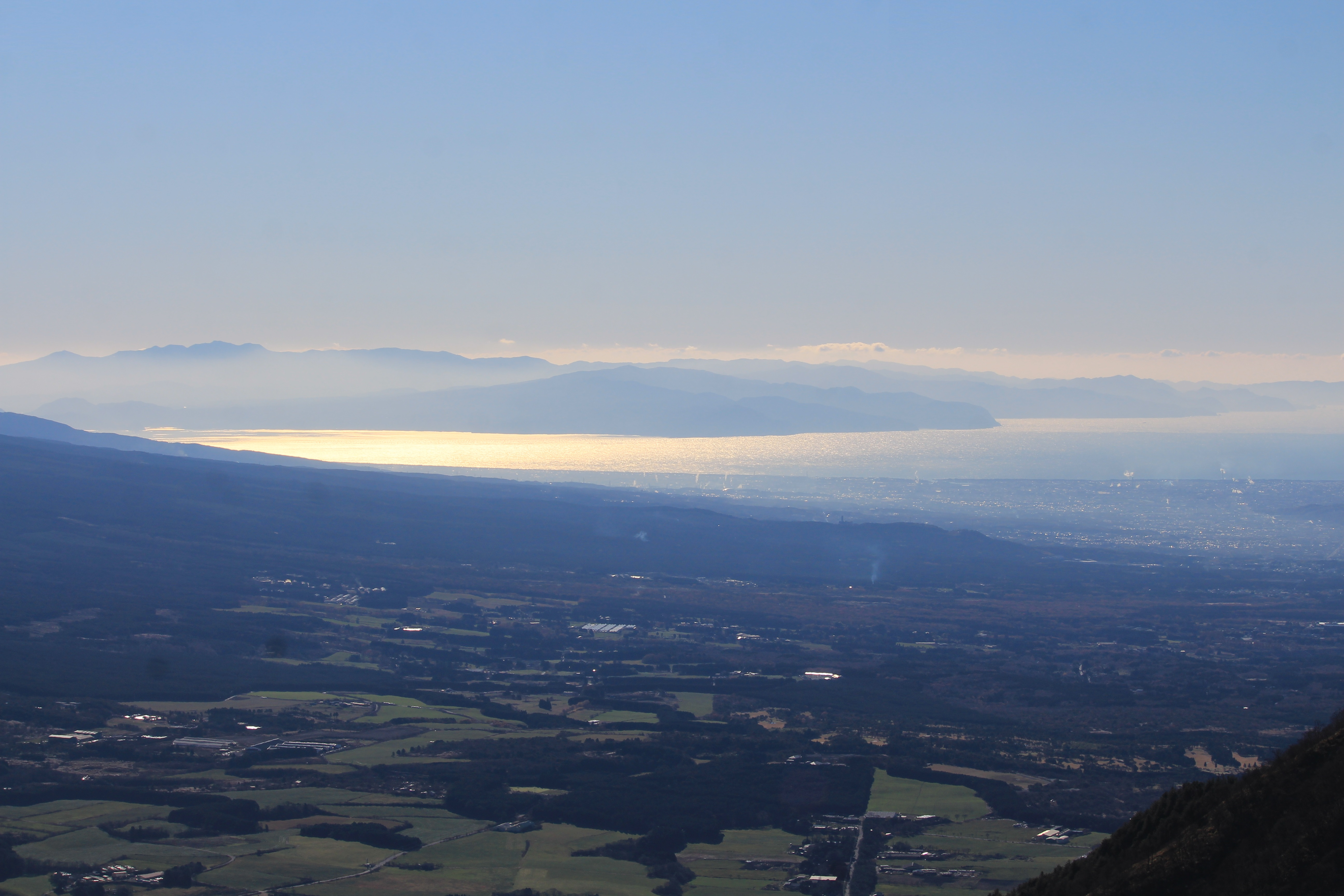
駿河湾と伊豆半島
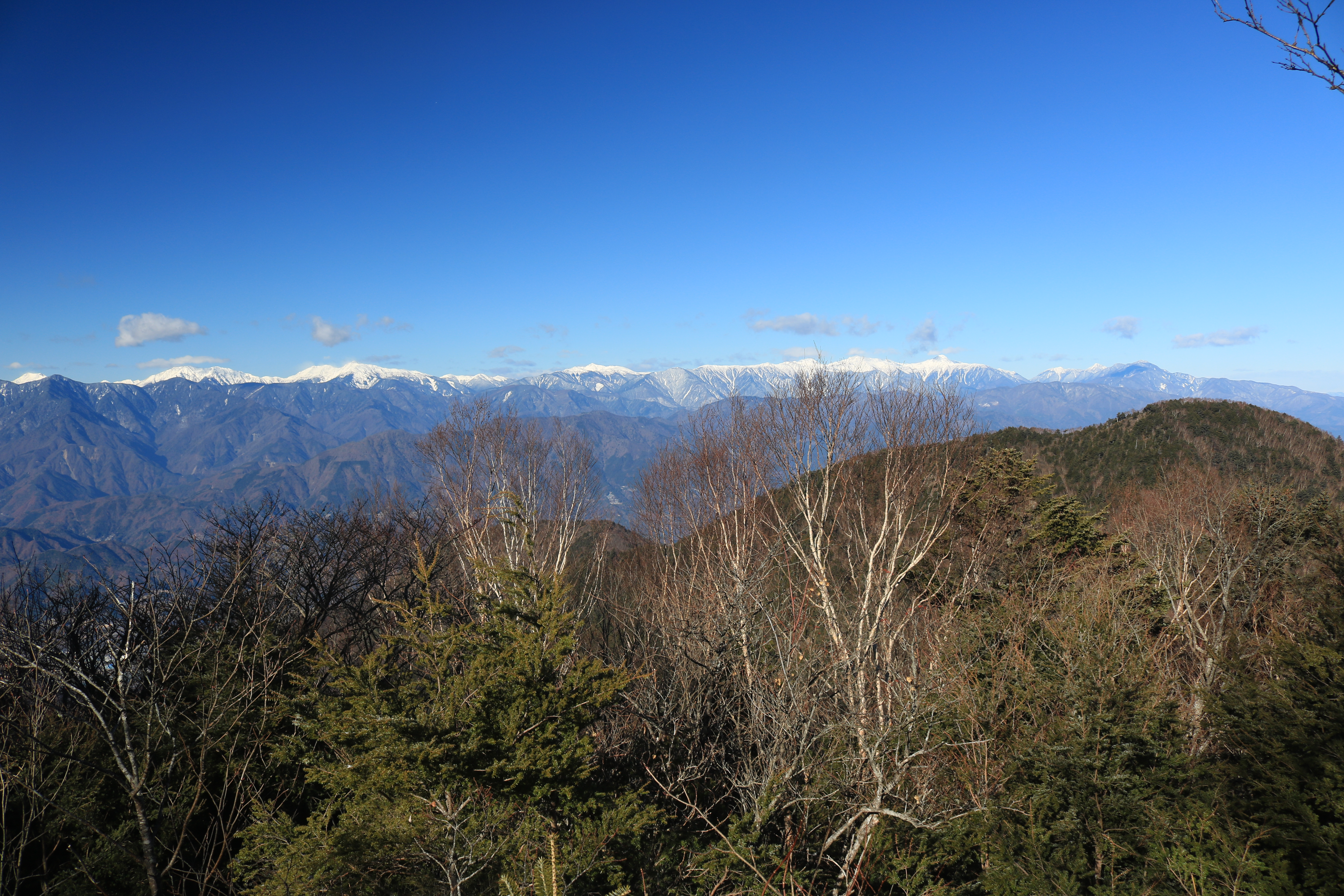
毛無山との間にある高デッキ付近から望む南アルプス